# Deossicitidilato C-metiltransferasi
La deossicitidilato C-metiltransferasi è un enzima appartenente alla classe delle transferasi, che catalizza la seguente reazione:
5,10-metilentetraidrofolato + dCMP ⇄ diidrofolato + deossi-5-metilcitidilato
Il dCMP è metilato dalla formaldeide in presenza del tetraidrofolato. Anche il CMP, il dCTP e il CTP possono agire da accettori, ma più lentamente.